# Снисаренко, Владимир Михайлович
Владимир Михайлович Снисаренко (род. 7 октября 1949) — советский футболист, нападающий.
Главным клубом Снисаренко было таганрогское «Торпедо», в котором начинались его первые шаги в футболе, футбольная карьера (более 135 игр в сезонах: 1968—1969, 1971, 1973—1977) и руководство командой (1982—1983, 2001—2004), которая при нём стала финансово несостоятельной в 2004 году.
В 1969 году провёл свой единственный матч в высшей лиге за куйбышевскую команду «Крылья Советов» против ташкентского «Пахтакора» (0:1). Выступления за «Крылья Советов» позволили ему попасть в поле зрения тренеров сборной СССР. 8 июня 1969 года в составе молодёжной сборной СССР провёл свой единственный матч против юношеской сборной СССР на турнире четырёх сборных (первой сборной СССР, второй (олимпийской), молодёжной и юношеской) в матче за 3-е место в Москве.